# John William Ashe
John William Ashe (Saint John, 20 de agosto de 1954-Westchester, Nueva York; 22 de junio de 2016) fue un diplomático y político antiguano. Fue presidente de la Asamblea General de las Naciones Unidas en su 68.° período de sesiones, que se celebró desde septiembre de 2013 a septiembre de 2014. También fue presidente de la Junta Ejecutiva de Unicef en 2012 y representante permanente de Antigua y Barbuda ante las Naciones Unidas entre 1995 y 2004.

## Biografía

### Primeros años
Fue el primer miembro de su familia en asistir a la universidad. Se graduó en la Universidad de St. Mary's en Canadá y en la Universidad Técnica de Nueva Escocia, y en 1989 se graduó en la Universidad de Pensilvania con un doctorado en bioingeniería.

### Carrera
De 1989 a 1995, trabajó para la misión permanente de su país ante las Naciones Unidas como agregado científico, consejero y ministro consejero. Entre 1995 y 2004, fue representante permanente de Antigua y Barbuda. Se desempeñó como presidente del decimotercer período de sesiones de la Comisión sobre el Desarrollo Sostenible, que se reunió en la Sede de las Naciones Unidas en Nueva York del 11 al 22 de abril de 2005.
En abril de 2009, fue elegido presidente del grupo de trabajo ad hoc sobre compromisos adicionales para las partes del Anexo I del Protocolo de Kioto (AWG-KP), y fue responsable de supervisar las negociaciones previas a la fase final de la XV Conferencia sobre el Cambio Climático de la ONU 2009, celebrada en Copenhague. Hacia finales de 2011, fue el candidato por consenso de los 33 Estados miembros del Grupo Regional de América Latina y el Caribe de la ONU (GRULAC) para ser el presidente de la 68.° sesión de la Asamblea General de las Naciones Unidas, sin necesitar una elección.
Lideró las negociaciones sobre asuntos presupuestarios y administrativos dentro de los convenios sobre diversidad biológica y desertificación, el Convenio de Basilea y el Protocolo de Montreal. Sirvió en las Juntas Ejecutivas del Programa de las Naciones Unidas para el Desarrollo (PNUD), Fondo de Población de las Naciones Unidas (UNFPA) y el Fondo de las Naciones Unidas para la Infancia (UNICEF). También fue el embajador de su país ante la Organización Mundial del Comercio (OMC) y tuvo la responsabilidad ministerial de la OMC y los asuntos de desarrollo sostenible.

### Arresto en Estados Unidos
El 6 de octubre de 2015, fue arrestado y acusado, junto con otras cinco personas, en una denuncia penal presentada por fiscales federales en el Tribunal de Distrito de los Estados Unidos para el Distrito Sur de Nueva York, en el marco de una investigación sobre el desarrollador de bienes raíces de Macao Ng Lap Seng. Se acusó a Ashe de utilizar «su posición oficial para obtener inversiones potencialmente lucrativas en Ng en Antigua» como parte de un supuesto plan más amplio para canalizar más de un millón de dólares en sobornos para facilitar las transacciones comerciales, particularmente en bienes raíces. Murió mientras esperaba el juicio.

### Fallecimiento
Fue encontrado muerto en su casa en Dobbs Ferry (estado de Nueva York) el 22 de junio de 2016. La oficina del médico forense del condado de Westchester (Nueva York), informó que murió de lesiones (específicamente, asfixia traumática y fractura de laringe) que sufrió un banco cayó sobre su cuello.